# Prosthoporus nigrifemur
Prosthoporus nigrifemur là một loài tò vò trong họ Ichneumonidae.